# Щукин, Александр Филиппович
Александр Филиппович Щукин (26 ноября 1950 года, Осинники, Кемеровская область, СССР — 19 июля 2021, Новокузнецк) — российский шахтёр, предприниматель и ранее один из совладельцев угольного холдинга  «Сибуглемет» до продажи компании и впоследствии контролировал Полосухинскую шахту, но после его ареста по обвинению в крупном мошенничестве и вымогательстве в 2016 году он потерял многие из своих сибирских активов и большую часть своего состояния, которое он ранее не переводил на Кипр и в Лондон. Расследование привело к обвинениям в мошенничестве в отношении Щукина и других важных региональных политиков, включая двух заместителей губернатора и главу областного Следственного комитета, и было передано в суд в ноябре 2018 года. Процесс продолжается. 

## Биография
Александр Щукин родился 26 ноября 1950 года в городе Осинники Кемеровской области.
В 1960-е годы начал работать проходчиком на шахте «Капитальная-2» в Кемеровской области. Позже работал на шахтах « Юбилейная», «Есаульская».
В 1985 году окончил Московский горный институт (сегодня – Горный институт НИТУ «МИСиС»)  (непроверенные или ошибочные данные).
В 1995 году окончил Сибирскую государственную горно-металлургическую академию по специальности «подземная разработка месторождений полезных ископаемых».
В 1999 году получил второе высшее образование в Московском государственном горном институте в 1999 году по специальности «экономика природопользования».
В 1999 году стал акционером холдинга «Сибуглемет», получив долю за шахту «Полосухинская», которая вошла в холдинг.
В 2003 году стал вице-президентом холдинга «Сибуглемет», курировал производственный блок.
В августе 2010 года на аукционе, проводившимся Фондом имущества Кемеровской области, за 598 млн рублей приобрёл 100 % акций ОАО «Кузнецкая молочная компания».
В декабре 2013 года губернатор Кузбасса Аман Тулеев объявил, что Александр Щукин станет новым владельцем Грамотеинской и Тагарышской шахт, которые были куплены у Евраза британским инвестором, Lehram Capital Investments, ранее в 2013 году. Похоже, это было политически вдохновлённый «рейдерским захватом».
В ноябре 2016 года Центральный районный суд Новосибирска поместил Александра Щукина под домашний арест, в то время как обвинения в крупном мошенничестве в связи с его попыткой вымогательства в 51% контрольного пакета акций угольной шахты «Инской» от Антона Цыганкова были расследованы. Суд над Щукиным, наряду с заместителями губернатора Кузбасса Алексеем Ивановым и Александром Данильченко; Елена Троицкая, глава областной администрации; Геннадий Вернигор, адвокат Щукина; Генерал Сергей Калинкин, глава Кемеровского Следственного комитета; Следователи Сергея Крюкова и Артёма Шевелёва в Следственном комитете начались в ноябре 2018 года и продолжаются до сих пор.
Скончался 19 июля 2021 года от COVID-19.

## Семья
Разлучен до ареста в 2016 году. Его жена Евгения живёт в Монако с 2013 года.
Единственная дочь Елена вышла замуж за Ильдара Узбекова и переехала в Лондон в 2011 году. У них двое детей. Узбеков взял на себя управление остальными щукинскими предприятиями в России с тех пор, как его тесть был помещён под домашний арест в 2016 году.

## Состояние
Входил в рейтинг журнала Forbes в 2005 и 2010 годах. Занимал места с 67 (2005) по 87 (2010) с состоянием с 450 млн долларов США (2005) по 800 млн долларов США (2010).
В Рейтинге российских миллиардеров 2010 года, по данным журнала «Финанс» занимал 126 место с состоянием 610 млн долларов США.
Обладая личным состоянием $1,8 млрд, в 2011 году занял 56 место в списке 200 богатейших бизнесменов России (по версии журнала «Forbes»).